# Void Linux
Void Linux – niezależna dystrybucja GNU/Linuksa, typu rolling release. Jej menadżerem inicjacji jest runit.
Korzysta ona domyślnie z menadżera pakietów XBPS i XBPS-src, można również użyć menadżera pakietów Flatpak.
Wspiera ona następujące środowiska graficzne: XFCE dostępny oficjalny obraz live, LXDE, Openbox (wbudowany w LXDE), LXQT, Cinnamon, Enlightenment, Mate, GNOME, KDE, i3-wm, dwm i kilka innych.
Wspierane architektury to ARM, i686 i x86_64. Istnieją wersje z Musl lub Glibc jako standardową biblioteką C.
Void Linux ma bardzo dobra dokumentacje i aktywną społeczność na IRC w sieci Libera #voidlinux

## XBPS i XBPS-src
XBPS-src nie jest wbudowany w system, mimo iż jest napisany wyłącznie dla niego.
Aby pakiet pobrany i skompilowany przy użyciu XBPS-src mógł zostać włączony, należy użyć komendy xi <nazwa pakietu>
Menadżera pakietów XBPS można oficjalnie używać przy użyciu sieci Tor.